# Zauia (distrito)
Zauia (em árabe: الزاوية; romaniz.: Az Zawiyah) é um distrito da Líbia. Criado em 1983, segundo censo de 1987, havia 220 075 residentes. Nos registros de 1995, afirma-se que possuía 4 000 quilômetros quadrados, e dá-se dois valores muito discrepantes à população: 326 500 e 517 395. Em 2001, havia 156 248 residentes.
Após a reforma de 2002, Zauia possui uma zona costeira no mar Mediterrâneo e faz divisa no interior com Trípoli a leste, Jafara a sudeste, Jabal Algarbi a sul e Nigatal Homs a oeste. Pelo censo de 2012, a população era de 300 894 pessoas, das quais 292 361 eram líbios e 8 533 não-líbios. O tamanho médio das famílias líbias era 5.18, enquanto o tamanho médio das não-líbios era de 3.59. Há no total 60 199 famílias no distrito, com 57 737 sendo líbias e 2 462 não-líbias. Em 2012, aproximados 1 271 indivíduos morreram no distrito, dos quais 979 eram homens e 292 eram mulheres.